# Kútvölgy
Kútvölgy Budapest egyik városrésze a XII. kerületben. Jórészt a budai márgába ágyazódó völgy.

## Fekvése
Határai: Béla király út – Diós-árok –  Városmajor utca – Kútvölgyi út a Béla király útig. A Széchenyi-hegy északi oldalán található.

### Megközelítése
- 128-as, 155-ös, 156-os autóbusszal a Széll Kálmán térről.

## Története
- Döbrentei Gábor 1847. évi dűlőkeresztelője alkalmával az addigi német Brunnenthal  magyar tükörfordításából adta ezt a nevet, a mai Dániel út elején feltört tiszta vizű forrásra utalva. Innen hordta a lakosság a vizet szamárháton, puttonyban.

## Nevezetességei
- Kútvölgyi Boldogasszony-kápolna
- Szent János Kórház
- Semmelweis Egyetem Kútvölgyi Klinikai Tömb (Kútvölgyi Kórház és Rendelőintézet)
- Semmelweis Egyetem Pető András kar (Mozgássérültek Pető András Nevelőképző és Nevelőintézete)